# Souris des moissons orientale
Reithrodontomys humulis
Espèce
Synonymes
- Reithrodontomys humilis 
(Audubon & Bachman, 1941) [orth. error]

Statut de conservation UICN

 LC  : Préoccupation mineure
La Souris des moissons orientale (Reithrodontomys humulis) est une espèce de rongeurs de la famille des Cricétidés. On le trouve seulement aux États-Unis. Ses habitats naturels sont tropicales ou subtropicales selon la saison humide ou inondés il va dans les prairies, les marécages et les pâturages.